# Nya Noa Nyman
Nya Noa Nyman är en kommande svensk komediserie som har premiär på SVT under hösten 2025. Huvudrollerna spelas av Johan Ulveson och Hampus Nessvold, och är baserad på en ursprunglig idé av Nessvold och Björn Edgren.

## Rollista (i urval)
- Johan Ulveson
- Hampus Nessvold